# Petr Veselý
Petr Veselý (* 7. Juni 1971 in Přerov) ist ein ehemaliger tschechischer Fußballspieler.

## Vereinskarriere
Veselý begann mit dem Fußballspielen in Přerov, als A-Jugendlicher wechselte er zu Baník Ostrava. In der Saison 1989/90 stand er erstmals im Ligakader von Baník, eingesetzt wurde er jedoch nicht. Er wechselte Mitte 1990 zu Spartak Hradec Králové, nach anderthalb Jahren kehrte er nach Ostrava zurück. Von 1996 bis 1998 spielte Veselý für Petra Drnovice, anschließend erneut für Baník Ostrava. Im Januar 2002 ging der Abwehrspieler zum griechischen Zweitligisten AO Patraikos, im September des gleichen Jahres wurde er vom slowakischen Verein ŠK Slovan Bratislava verpflichtet. Anfang 2004 wechselte Veselý zum damaligen Viertligisten FC Hlučín, mit dem er in die drittklassige MSFL aufstieg. Dort gelang dem FC Hlučín den Durchmarsch in die 2. Liga, Veselý war Kapitän der Mannschaft. Nach der Saison 2006/07 beendete der zweifache Nationalspieler seine Profi-Laufbahn.
Seit Sommer 2007 spielt er in der fünfthöchsten österreichischen Fußball-Liga beim SV Zwentendorf.
In der Winterübertrittszeit 2007/08 wechselte er in die 2. Klasse Alpenvorland zur ÖTSU Raiba Steinakirchen.

## Nationalmannschaft
Für die Tschechische Fußballnationalmannschaft bestritt Petr Veselý zwei Spiele im Abstand von knapp sechs Jahren. Sein Debüt gab der rechte Verteidiger am 6. September 1994 im Qualifikationsspiel zur Europameisterschaft 1996 gegen Malta in Ostrava. Tschechien siegte 6:1, Veselý kam in der 86. Spielminute für Radoslav Látal auf das Spielfeld. Es dauerte über fünf Jahre, bis Veselý in die tschechische Elf zurückkehrte. Beim Carlsberg Cup 2000 in Hongkong bestritt er die zweite Halbzeit im Spiel gegen Mexiko, das die Tschechen mit 2:1 gewannen.